# Шункейра-де-Амбія
Шункейра-де-Амбія (гал. Xunqueira de Ambía, ісп. Junquera de Ambía) — муніципалітет в Іспанії, у складі автономної спільноти Галісія, у провінції Оренсе. Населення — 1362 осіб (2021).
Муніципалітет розташований на відстані близько 390 км на північний захід від Мадрида, 17 км на південний схід від Оренсе.
Муніципалітет складається з таких паррокій: А-Абеледа, Армаріс, Бобадела-а-Пінта, А-Гранья, Собрадело, Шункейра-де-Амбія.

## Демографія
Динаміка населення (INE ):

## Галерея зображень

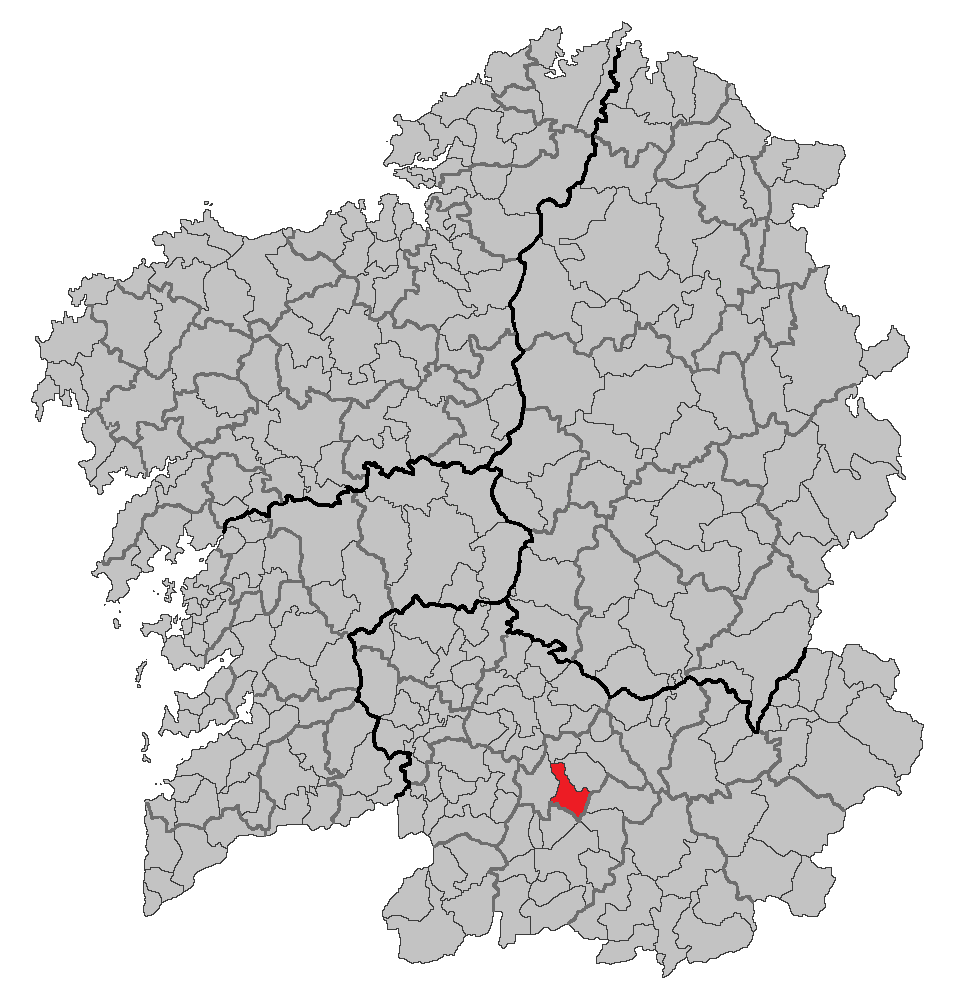
Розташування муніципалітету